# Aethomys namaquensis
Aethomys namaquensis är en däggdjursart som först beskrevs av Andrew Smith 1834.  Aethomys namaquensis ingår i släktet Aethomys och familjen råttdjur. IUCN kategoriserar arten globalt som livskraftig. Inga underarter finns listade.
Arten listas ibland i släktet Micaelamys.
Individerna når en kroppslängd (huvud och bål) av 80 till 147 mm, en svanslängd av 107 till 197 mm och en vikt av 28 till 88 g. Bakfötterna är 18 till 32 mm långa och öronen är 11 till 24mm stora. I den rödbruna till gulbruna pälsen på ovansidan är några svarta hår inblandade vad som ger ett spräckligt utseende.
Denna gnagare förekommer i södra Afrika. Utbredningsområdet sträcker sig från södra Angola, södra Zambia och centrala Moçambique till Sydafrika. Arten vistas i nästan alla habitat som finns i regionen.
Individerna är aktiva på natten. De vilar i ett näste som placeras bland annat i trädens håligheter, i jordhålor eller i människans byggnader. Honor och hanar har avskilda revir mot artfränder av samma kön. Ifall kullen är liten är ungarna de första dagarna efter födelsen fäst vid moderns spenar. Är antalet ungar för stor lämnas ungarna i ett gömställe. Per kull föds upp till fem ungar.